# Frank Pé
Frank Pé dit Frank, né le 15 juillet 1956 à Ixelles (région de Bruxelles-Capitale), est un auteur de bande dessinée belge, connu pour ses séries  Broussaille et Zoo ainsi que comme artiste animalier.

## Biographie

### Jeunesse
Frank Pé naît le 15 juillet 1956 à Ixelles, une commune bruxelloise,,. Enfant, il lit Tintin et Spirou. Il est issu d'une famille petite-bourgeoise conventionnelle. Il voue une passion aux animaux qui ne la quittera plus, d'ailleurs ses premiers dessins sont déjà des représentations d'animaux. Son animal-totem est l'éléphant.
Cette passion lui vient lorsqu'un cirque itinérant installe un camion avec un chameau devant la maison familiale. Depuis lors, le jeune garçon visite des zoos, des cirques et d'autres lieux qui abritent des animaux, chaque fois qu'il le peut. Adolescent, son intérêt incline vers les soins portés aux animaux exotiques, il apprend ainsi à construire les meilleurs terrariums pour eux et en étudie leur comportement. Au fil du temps, Frank élève une cinquantaine de reptiles, dont douze crocodiles, jusqu'à ce qu'il sente que les animaux ne sont pas destinés à être collectionnés. À la suite de quoi, il ne conserve que ses deux iguanes.
Enfant, il développe également un intérêt pour le dessin. À l'origine, il se sent inspiré par les dessinateurs de bande dessinée André Franquin, Moebius et Dany. Plus tard dans sa carrière, il s'inspire surtout d'autres formes d'art. Les peintures d'Egon Schiele ou de Klimt et les croquis d'animaux de Wilhelm Eigener, par exemple, ou la filmographie d'Andreï Tarkovski et les créations Art nouveau de Victor Horta. Son enracinement artistique se situe au tournant entre le XIXe et le XXe siècle. Adolescent, Frank est déjà captivé par l'expression et la sensualité des sculptures de Rodin. À l'âge de 14 ans, il réalise sa première case de bande dessinée dont le sujet est déjà un zoo. La lecture du livre Comment on devient créateur de bandes dessinées de Philippe Vandooren le subjugue. Il est encouragé par sa mère à dessiner. Ses premières expériences dans le monde de l'art sont cependant insatisfaisantes. Fraîchement sorti du lycée, il trouve un emploi au studio d'animation Belvision, où il est engagé par José Dutillieu, et travaille comme intervalliste sur le film Les Voyages de Gulliver de Peter Hunt,, mais il ne se sent pas à l'aise dans un tel environnement de bureau et il part au bout d'un mois environ.

### La bande de Zazou
Frank poursuit des études artistiques à l'Institut Saint-Luc de Bruxelles, où il noue des amitiés durables avec les futurs auteurs de bande dessinée Bernard Hislaire et André Geerts. En 1973, il entame une première collaboration avec le journal de Spirou sous la forme d'une carte blanche qui coïncide avec son entrée dans l'établissement Saint-gillois où il se passionne pour l'œuvre de Mucha. Sa deuxième carte blanche date de 1974. Cette formation de trois années ne lui donne pas non plus satisfaction. Le programme des cours est axé sur la liberté de création et pêche en anatomie, en composition ou en techniques. En compagnie de Bom, Bosse, Lagas, Counhaye, Watch et Godi, il réalise un fanzine Zazou qui aura une vie plus qu'éphémère puisqu'un seul numéro sera publié. Il termine ses études en 1977 et exerce de petits boulots tout en continuant à vivre chez ses parents. C'est à cette époque qu'il est présenté à Jean-Marie Brouyère qui lui-même le fait rencontrer le rédacteur en chef de Spirou : Thierry Martens alias Terence. Avec ce dernier, il va créer le personnage de Vincent Murat qui vit des aventures exotiques et écologiques. L'épisode Comme un animal en cage est publié dans la collection « Dupuis Aventures » qu'il inaugure en 1985, soit un an après sa prépublication dans Spirou. Le graphisme est dans les premières planches encore emprunt du style de Brouyère, le récit réalisé sur une période de six ans voit un changement de style.

### Broussaille
En 1978, il crée dans Spirou son personnage de Broussaille. Il s'agit d'un jeune homme, amoureux de la nature, qui présentera des fiches nature dans le journal sous l'appellation Les Papiers de Broussaille, avant de devenir un vrai héros de bande dessinée en 1984 grâce à un scénario de Bom. La série qui marie écologie, vie quotidienne et fantastique vaut à ses auteurs de recevoir deux prix : le prix avenir décerné par la Chambre belge des experts en bande dessinée pour Les Sculpteurs de lumière en 1984 et le prix des alpages du Festival de BD à Sierre pour Les Baleines publiques en 1985, et comme le souligne Louis Cance dans L'Année de la bande dessinée 1985-1986, ce fait est exceptionnel pour une série non encore publiée. En 2002, Frank modernise cinq Papiers de Broussaille pour le supplément jeunesse du célèbre quotidien belge Le Soir. La série se voit rééditée sous forme d'intégrale, en deux volumes de 2016 à 2017.
En sus de cette série, il crée L'Élan, une série de strips humoristiques — destinée à animer les bas de page — qui se voit collecter en album sous le titre L'Élan n'aura jamais d'album aux éditions Dupuis en 1984. La série paraît régulièrement dans l'hebdomadaire de 1981 à 1987 et compte 287 gags, elle fera encore une apparition en 2007 puis en 2011,. Le B.D. Club de Genève éditera un deuxième opus en 1992.

### Zoo
Avec Philippe Bonifay, Frank crée une série réaliste en trois tomes, parus dans la collection « Aire libre » de Dupuis : Zoo. Cette série commencée en 1994 s'achève en 2008 et pour laquelle, il change de technique et s'essaie à la couleur directe. La conclusion de ce triptyque amène Nicolas Anspach, rédacteur en chef du site ActuaBD, et ultérieurement éditeur de la maison d'édition qui porte son nom, à écrire : « La publication de la conclusion du triptyque Zoo (Dupuis) fut l’un des moments fort de l’année 2007. Frank et Bonifay ont réussi à émouvoir leurs lecteurs avec une histoire où quatre personnages traversent des moments poétiques et savoureux dans un zoo, avant de s’enfoncer peu à peu dans l’inquiétude et la douleur… »
Frank Pé nourrit le projet de création d'un zoo présentant des espaces créatifs pour les artistes et des zones abritant des animaux. Le dessinateur recherche des partenaires financiers lui permettant de mener l'entreprise à bonne fin. À cause de la crise financière des subprimes, Frank Pé est obligé de s'en détourner provisoirement en 2008. C'est finalement en recourant au financement participatif sur la plateforme Ulule que le projet L'Animalium - Parc et art animalier est financé par 270 contributeurs pour un montant total de 44 337 € en date du 13 décembre 2016
. En 2023, L'Animalium n'a pas encore vu le jour.

### 9eArtàLittle nemo
Dans Les Portraits héroïques, publié aux éditions Dupuis en 2008, l'artiste réalise 35 dessins de ses personnages de bande dessinée préférés. À compter en premier lieu Spirou qui figure en couverture, se côtoient les grands classiques de la bande dessinée franco-belge que sont les Clifton, Lucky Luke, Mike Steve Blueberry, Blacksad, Titeuf, Corto Maltese et Raspoutine d'Hugo Pratt, Les Schtroumpfs de Peyo et Monsieur Choc de Will et Rosy. Les représentantes de la gent féminine sont nombreuses, on retrouve ainsi : Laureline, Adèle Blanc-Sec, Queue de cerise de Tillieux, Isabelle, Seccotine, Alix Yin Fu et la Marsupilamie. L'ouvrage présente plusieurs personnages secondaires créés par Franquin, tels que Conte de Champignac, Monsieur De Mesmaeker et Herr Doktor Kilikil.
Frank va entreprendre de donner sa vision de Little Nemo de Winsor McCay, deux opus sont publiés chez Toth et l'intégrale est éditée aux éditions Dupuis.

### Avec Zidrou
Pour rendre hommage à son maître Franquin et dont le souvenir de la lecture d'un épisode  de Spirou et Fantasio reste profondément ancré dans sa mémoire, Frank va entreprendre un récit dans la série Le Spirou de… sur un scénario de Zidrou : La Lumière de Bornéo,,. On retrouve le personnage de Spirou, — un peu vieilli il porte des lunettes — mais toujours assez dynamique. Le récit, — qui imbrique trois histoires —, a un ton positif. L'album est chaudement reçu par Philippe Tomblaine du site BDzoom. Le duo d'auteurs se voit récompenser du prix Atomium de Bruxelles pour leur album en 2017. Sans être emballé, le chroniqueur de BoDoï n'est pas emballé non plus. Quant à Patrick Albray alias Patrick Pinchart, ancien rédacteur en chef de Spirou et fondateur du site ActuaBD, il écrit dans son article paru sur ce site : « La Lumière de Bornéo marie, l’espace d’un album, deux créateurs en pleine maîtrise de leur talent. Un Zidrou qui éclate véritablement depuis quelques années avec des scénarios forts, émouvants, voire dérangeants, complétant la palette humoristique qui lui a valu le succès en bande dessinée et au cinéma (Ducobu, Tamara). Et un Frank dont on ne peut qu’admirer la cohérence d’une œuvre rare, mais tellement unique et tellement personnelle, totalement dévouée à la nature. Son triptyque Zoo figure parmi les véritables bijoux de la collection « Aire libre », et l’on redécouvrira avec plaisir sa première série Broussaille [...] »
Avec son complice Zidrou, il entame un diptyque La Bête,,,,,, une version toute personnelle du personnage du Marsupilami aux éditions Dupuis, auxquelles il reste fidèle, en 2020. Cet album lui vaut le prix Albert-Uderzo du meilleur dessin en octobre 2021 qu'il partage, ex æquo, entre deux auteurs édités par Dupuis : TaDuc pour Le Réveil du tigre. Chacun reçoit 5 000 euros. Il publie également Une vie en dessins aux éditions Champaka. Cet artbook réunit 250 dessins avec une majorité d'illustrations inédites en couleurs accompagnés d'un texte de Daniel Couvreur, le chef du service culture du journal Le Soir en 2020. En 2023, il livre le deuxième volet de La Bête,,.
En outre, Frank Pé participe également à divers albums collectifs : Spécial Hergé ((À suivre) hors-série, 1983), Les Histoires merveilleuses de l'Oncle Paul (Vents d'Ouest, 1986), Spécial animaux - 7 chefs-d'œuvre drôles, émouvants et tendres (Dupuis, 1986), Pétition - À la recherche d'Oesterheld et de tant d'autres (Amnesty International, 1986), 20 Couvertures pour Spirou et Fantasio (éditions du Lion, 1987), Du Souchon dans l'air (Delcourt, 1988), Entre chats (Delcourt, 1989), Animaux a(d)mis (Alliance européenne, 1990), Bill a disparu ! (Vents d'Ouest, 1990), Images du scoutisme - 50 ans de calendrier FSC (FSC, 1991), Silence, on rêve (Casterman, 1991), 20 Vraies Fausses Pochettes de disque par 20 vrais dessinateurs de BD (Paléo Art et Spectacle, 1995), Aire libre - Une exposition imaginaire (Dupuis, 2000), L'Arbre des deux printemps (Le Lombard, 2000), Loisel, dans l'ombre de Peter Pan, (Vents d'Ouest, 2006), 62 Auteurs de Boulogne Dessiné (Les Amis de la B.D., 2010), La Galerie des Illustres (Dupuis, 2013), Little Nemo in Bédéland (Delcourt 2016) et La Galerie des Gaffes (Dupuis, 2017).
Lors de festivals de bande dessinée, l'artiste préfère, à la classique séance de dédicaces, la réalisation d'une performance avec la création de fresques gigantesques le mettant en relation directe avec le public,. C'est devenu pour lui, son cheval de bataille et il les exécute à la couleur acrylique dans des dimensions entre cinq et vingt mètres de long sur un mètre cinquante de haut.
L'artiste participe aux expositions personnelles : Frank, créateur d'images et de bandes dessinées (Saint-Malo, 2002), Frank, Eve ou l’Eden (Rouge-Cloître, 2004), La Part animale, un regard sur l’art de Frank Pé (Reims, 2008), Bestiaires et Art Nouveau (Rouge-Cloître, 2011), Frank Pé ou Les Passions d’un Faune (Centre belge de la bande dessinée, 2016), Spirou : Les Lumières de Bornéo (Galerie Champaka, 2018), Rétrospective Frank Pé (Libramont, 2021), La Bête (Galerie Champaka, 2022) et Par delà la Bête (Grand Curtius, 2022).

### Autres activités
Frank Pé, à l'instar d'autres dessinateurs de bandes dessinées comme Hergé, collabore régulièrement avec les Scouts (Fédération belge du scoutisme catholique francophone) et ceux-ci lui doivent plusieurs calendriers (celui de 1991 et de nombreuses illustrations dans d'autres) ainsi que de nombreux documents pour les louveteaux,. Son amour des animaux l'amène aussi à réaliser des sculptures et quelques dessins pour des associations de protection de la nature (Réserves Naturelles RNOB, Natagora),,,. Il collabore au parc animalier Paradisio, où il conçoit notamment le monde indonésien.
Il réalise des spectacles en compagnie de Philippe Bonifay ou de Jean-Claude Servais.
Il a également, au cinéma, travaillé comme animateur, participant aux films d'animation Excalibur, l'épée magique (1998) (avec Claire Wendling), à l'adaptation de Quartier lointain de Jirô Taniguchi (2010), réalisée par Sam Garbarski, et aux films d'animation Plume et l'Île mystérieuse (2005) et Kleiner Dodo (de).
En 1993, il développe une nouvelle série de bande dessinée intitulée Matsu pour l'éditeur japonais Kōdansha, mais le projet échoue après seulement cinq pages publiées dans le magazine Manga Morning.
En termes d'influences, Frank Pé avoue dans une interview accordée à Paul Satis dans Spirou en juillet 2022 que ses principales influences en bande dessinée sont André Franquin, Moebius, René Hausman, René Follet, Sergio Toppi, R. M. Guéra et un artiste animalier inconnu Wilhelm Eigener. Il apprécie Corentin Rouge pour la qualité de son graphisme dans Sangoma.

### Vie privée
Frank Pé habite à Etterbeek (Bruxelles) pendant de nombreuses années, il a vécu à proximité du Muséum des sciences naturelles, jusqu'à ce qu'il quitte la capitale pour Andenne en province de Namur depuis le début des années 2000. Frank Pé aime à voyager de par le monde, il a découvert la culture et de la nature de pays tels les États-Unis, le Zaïre, le Burundi, l'Australie et le Japon.

## Œuvres

### Albums de bande dessinée
Broussaille
- avec la collaboration au scénario de Bom sur plusieurs histoires, Dupuis, dans Spirou, 1978-2003. Cinq albums parus chez Dupuis de 1987 à 2003.
- Int. L'Intégrale 1 - 1978-1987[11], Dupuis, coll. « Patrimoine », Marcinelle, 7 octobre 2016
Scénario : Bom, Frank Pé - Dessin et couleurs : Frank Pé -  (ISBN 978-2-8001-6735-0),Contient une introduction de 70 pages et une biographie des auteurs de 14 pages.
- Int. L'Intégrale 2 - 1988-2002[12], Dupuis, coll. « Patrimoine », Marcinelle, 25 août 2017
Scénario : Bom, Frank Pé - Dessin : Frank Pé - Couleurs : Frank Pé, Topaze -  (ISBN 978-2-8001-7019-0),Décors : Pascal Garray. Contient une introduction de 64 pages et une biographie des auteurs.
- Hors série
- HS1. La Source[47], Pyramides, Bruxelles, novembre 2002
Scénario, dessin et couleurs : Frank -  (ISBN 2-930203-10-2),édition spéciale publiée chez Pyramides à l'occasion de l'exposition Comics strip, Passien's trip du 19 novembre au 20 décembre 2002 à l'Alliance française de Sydney, en Australie. Cette exposition est une production du Commissariat Général aux Relations Internationales de la communauté Wallonie-Bruxelles.
- HS2. Les Papiers de Broussaille, Le Cycliste, Bordeaux, novembre 1993
Scénario et dessin : Frank - Couleurs : bichromie -  (ISBN 2-9507842-0-8)

Zoo
- (dessin), avec Philippe Bonifay (scénario), Dupuis, coll. « Aire libre », trois volumes, 1994-2007.
- 2. Tome 2[48], Dupuis, coll. « Aire libre », Marcinelle, janvier 1999
Scénario : Philippe Bonifay - Dessin et couleurs : Frank Pé -  (ISBN 2-8001-2324-9)
- 3. Tome 3[49], Dupuis, coll. « Aire libre », Marcinelle, novembre 2007
Scénario : Philippe Bonifay - Dessin et couleurs : Frank Pé -  (ISBN 978-2-8001-4004-9)

Les Portraits Héroïques
- Les Portraits Héroïques[20], Dupuis, Marcinelle, décembre 2008
Scénario, dessin et couleurs : Frank Pé -  (ISBN 978-2-8001-4296-8)

Little Nemo, reprise du personnage Little Nemo de Winsor McCay.
- 1. Wake up[50] !, Toth, coll. « Héritages », 30 janvier 2014
Scénario, dessin et couleurs : Frank Pé -  (ISBN 9782913999381),Préface de François Schuiten.
- 2. Keep on dreaming, Toth, coll. « Héritages », janvier 2016
Scénario, dessin et couleurs : Frank Pé -  (ISBN 978-2-913999-39-8),Préface de Juanjo Guarnido.
- int. Little Nemo[51], Dupuis, Marcinelle, 28 août 2020
Scénario, dessin et couleurs : Frank Pé -  (ISBN 979-10-34738-94-6),Préface de Christelle et Bernard Pissavy-Yvernault, intégrale augmentée avec une affiche pliée sous format demi jaquette.

Le Spirou de…
- La Lumière de Bornéo[22],[23],[52], Dupuis, Marcinelle, 7 octobre 2016
Scénario : Zidrou - Dessin : Frank Pé - Couleurs : Cerise -  (ISBN 9782800167367)

#### La Bête
- 1. La Bête[53],[54], Dupuis, Marcinelle, 9 octobre 2020
Scénario : Zidrou - Dessin et couleurs : Frank Pé -  (ISBN 979-10-34738-21-2),reprise du personnage du Marsupilami d'André Franquin.
- 2. La Bête[34],[35], Dupuis, Marcinelle, 13 octobre 2023
Scénario : Zidrou - Dessin : Frank Pé - Couleurs : Elvire De Cock -  (ISBN 9791034738229)

### Artbooks
- Une vie en dessins[21], Champaka, Bruxelles, 2 octobre 2020
Scénario, dessin et couleurs : Frank Pé -  (ISBN 978-2-390-41018-8),Texte de Daniel Couvreur. Présentation de 250 dessins avec une majorité d'illustrations inédites en couleurs.

### One shot
- Frank Pé - Cartes d'Afrique et d'ailleurs[1], CBBD, La Poste belge, coll. « Philabédé », Bruxelles, 3 mai 2012
Scénario, dessin et couleurs : Frank Pé,L'album comprend une biographie richement illustrée avec de nombreux dessins inédits écrite par Gilles Ratier, puis reprend l'histoire de 25 planches Sandrine des collines qui se passe au Burundi, ainsi que La Chapelle aux Chats, quelques planches de Les Carnets de Broussaille et la série de 5 Mystamp.

### Catalogues d'exposition
- La Fabrique Delcourt a dix ans[67], Delcourt, Paris, mars 1996
Scénario : collectif - Dessin : collectif dont Frank Pé - Couleurs : quadrichromie -   (ISBN 978-2-7572-0273-9),Catalogue de l’exposition La Fabrique Delcourt a dix ans, Musée du papier d'Angoulême lors du Festival d'Angoulême 1996 en janvier 1996.
- De A à Zoo[68], Sur la pointe du pinceau, octobre 2001
Scénario et dessin : Frank Pé - Couleurs : quadrichromie,Catalogue d'exposition Salon du Livre de Blois 2001, accompagné de 2 ex-libris en couleur. Couverture souple avec rabats.
- Tarzan, Somogy, Paris, juin 2009
Scénario : Pascal Dibie - Dessin : collectif dont Frank Pé - Couleurs : quadrichromie -  (ISBN 978-2-7572-0273-9),Catalogue de l’exposition Tarzan ! au Musée du quai Branly, commissaire Roger Boulay.
- Spirou / Robbedoes[69], Seed Factory, Bruxelles, juin 2009
Scénario : collectif - Dessin : collectif dont Frank Pé - Couleurs : quadrichromie,Exposition tenue à l'occasion de la célébration du 75e anniversaire du journal, Seed Factory, Bruxelles du 24 octobre au 31 décembre 2013.

### Ouvrages sur la bande dessinée
- Frank Pé, Dessine ! ... et tu connaîtras l'univers et les dieux[70] : Réflexions sur le dessin, Grenoble, Glénat, coll. « Les Cahiers de la bande dessinée », 2 octobre 2024, 200 p., ill. ; 20 cm (ISBN 978-2-344-06551-8, présentation en ligne)

### Dessins animés
- 1977 : Les Voyages de Gulliver[5] (intervalliste) de Peter Hunt
- 1998 : Excalibur, l'épée magique[71], (animateur avec Claire Wendling) ;
- 2005 : 
  - Plume et l'Île mystérieuse[72], (service artistique) ;
  - Kleiner Dodo[73], (service artistique) ;
- 2010 : Quartier lointain[74], (service artistique), de Jirô Taniguchi, réalisé par Sam Garbarski.

### Para-BD

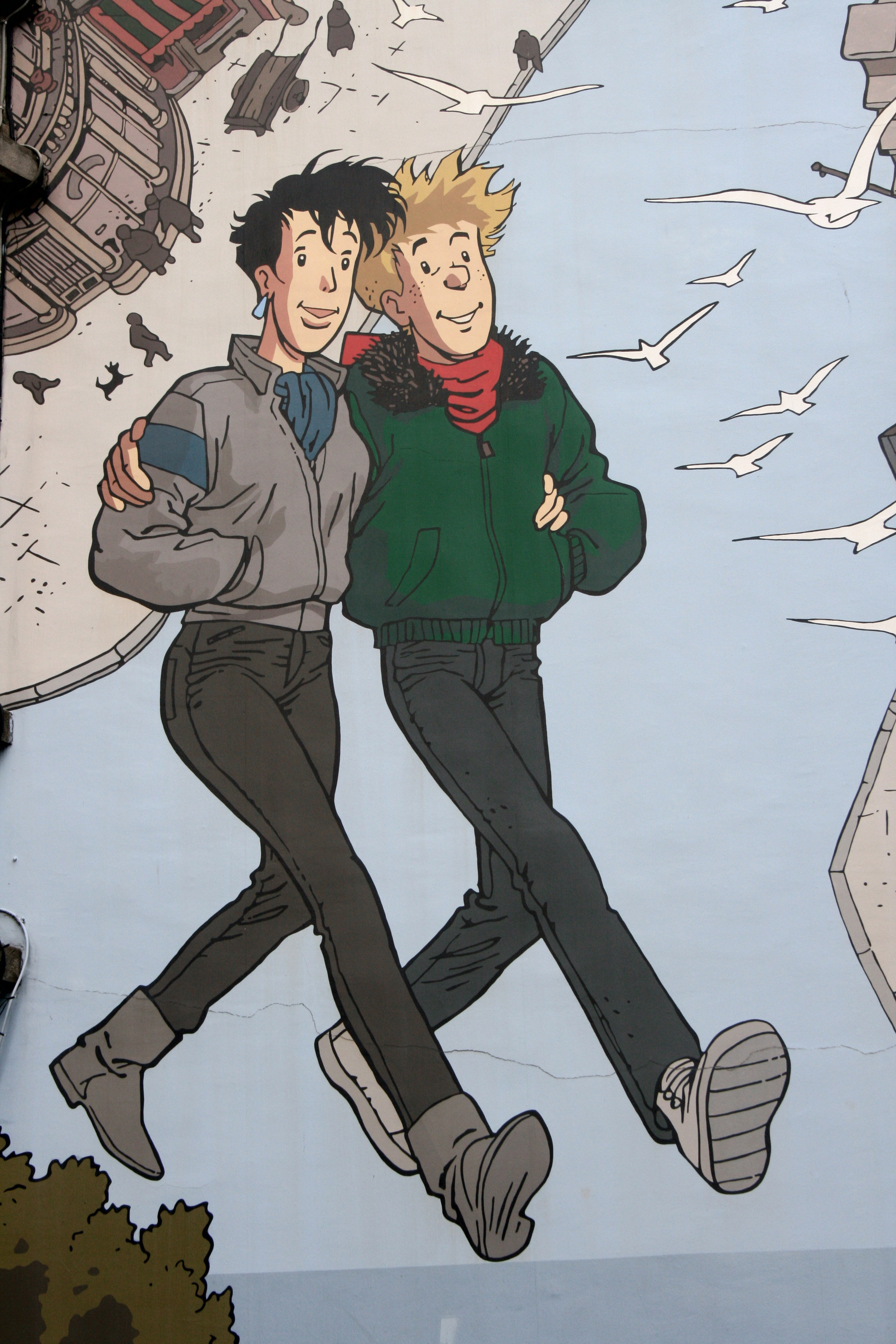
Fresque murale Brousaille à Bruxelles.

Frank Pé réalise nombre d'ex-libris, portfolios, marque-pages, cartes et cartons, dossiers de presse, des dépliants, des timbres, des coffrets ainsi que des affiches pour des festivals ou expositions.

### Expositions

#### Expositions individuelles
- Frank, créateur d'images et de bandes dessinéesFrank Pé, « Florilège », sur Site officiel (consulté le 16 avril 2023), salle d'exposition du CEPP, Paris, du 10 au 14 juin 2002 ;
- Frank, Eve ou l’Eden[77] ?, Centre d'Art de Rouge-Cloître à Auderghem du 16 mai au 17 juillet 2004 ;
- Frank Pé[78], Galerie du 9e Art, Paris, du 6 novembre au 28 novembre 2005 ;
- La Part animale, un regard sur l’art de Frank Pé[79], bibliothèques et médiathèques de Reims, du 6 mai au 28 juin 2008 ;
- Frank[80], Galerie du 9e Art, Paris, du 14 mai au 3 juin 2009 ;
- Bestiaires et Art Nouveau[81], Abbaye du Rouge-Cloître à Auderghem, du 17 février au 13 mars 2011 ;
- Frank Pé ou Les Passions d’un Faune[82],[83], Centre belge de la bande dessinée, Bruxelles, commissaire : Jean Auquier, du 22 mars au 4 septembre 2016 ;
- Spirou : Les Lumières de Bornéo[84], Galerie Champaka, Bruxelles, du 12 janvier au 4 février 2018
- Rétrospective Frank Pé[85], Centre culturel de Libramont du 26 septembre au 10 octobre 2021 ;
- La Bête[86], Galerie Champaka, Bruxelles du 3 au 26 février 2022 ;
- Par delà la Bête[87], Grand Curtius, Liège, du 18 novembre 2022 au 19 février 2023 ;
- La Bête tome 2[88], Galerie Champaka, Bruxelles du 5 septembre au 28 septembre 2024.

#### Expositions collectives
- La Fabrique Delcourt a dix ans[67], Musée du papier d'Angoulême lors du Festival d'Angoulême 1996 en janvier 1996 ;
- Regards croisés de la bande dessinée belge, Musées royaux des Beaux-Arts de Belgique, Bruxelles, du 27 mars au 30 juin 2009[89],[90] ;
- Tarzan ![91] au Musée du quai Branly, commissaire Roger Boulay du 17 juin au 27 septembre 2009 ;
- Expo universelle de Shangaï[92], en compagnie de Dany, Olivier Grenson et Fabrizio Borrini du 1er mai au 31 octobre 2010 ;
- Brafa[93], Bruxelles, janvier 2013 ;
- Spirou / Robbedoes[69], à l'occasion de la célébration du 75e anniversaire du journal, Seed Factory, Bruxelles du 24 octobre au 31 décembre 2013.
- Marsupilami, The Houba show[94], Centre belge de la bande dessinée, Bruxelles, 8 septembre 2022 jusqu'au 16 avril 2023.

## Réception

### Prix et récompenses
- 1984 :  prix avenir décerné par la Chambre belge des experts en bande dessinée pour Broussaille, tome 2 : Les Sculpteurs de lumière partagé avec Bom[3],[95] ;
- 1985 :  prix des alpages (meilleure œuvre parue dans la presse) décerné lors du Festival de BD à Sierre pour Les Baleines publiques partagé avec Bom[10] ;
- 1990 :  Alph'Art du public[96],[3],[4] et Prix regards chrétiens sur la bande dessinée au festival d'Angoulême pour Brousaille, tome 3 : La Nuit du chat (avec Bom) ;
- 1994 :  prix du meilleur dessin décerné par la Chambre belge des experts en bande dessinée[95] pour Zoo ;
- 1996 :  prix Max et Moritz de la meilleure publication de bande dessinée importée pour Zoo (avec Philippe Bonifay)[3],[4] ;
- 2002 :  prix récompensant un auteur reconnu pour l'ensemble de son œuvre à Quai des Bulles[97],[98],[3] ;
- 2006 :  prix de la ville d'Andenne pour l'ensemble de son œuvre décerné lors de la Fête de la BD et du livre pour enfants[99] ;
- 2017 :  prix Atomium de Bruxelles pour La Lumière de Bornéo avec Zidrou[25],[3] ;
- 2021 :  prix Albert-Uderzo[33] du meilleur dessin pour La Bête et ex-aequo avec TaDuc pour Le Réveil du tigre, les lauréats perçoivent chacun 5 000 euros.

### Postérité

Série de 5 timbres émis par bpost en 2012

Broussaille est la première fresque du Parcours BD de Bruxelles, créée à l'initiative de l’échevin de la Propreté Publique Michel Van Roye et de la Ville de Bruxelles, elle est inaugurée en juillet 1991. Elle est située sur la façade latérale de la maison sise au 39 rue du Marché au Charbon à Bruxelles. Elle couvre une superficie de 45 m2 et la réalisation est due aux artistes Georgios Oreopoulos, David Vandegeerde, Jean-Yves Mangnay et Renaud Pieterhons de l'association Art mural. Pour certains, le couple représenté est celui de deux hommes et Frank Pé apporte certaines touches de féminité au personnage de Catherine à l'occasion de la rénovation de la fresque en 1999.
Une seconde fresque consacrée à Broussaille : Les Baleines publiques, située dans la ruelle Dédale (qui donne sur la rue des Wallons) à Louvain-la-Neuve, est réalisée en 1993 par le « Kot BD » avec le concours de l'Administration des domaines de l'UCLouvain et du comité de gestion des kots-à-projets . La fresque, dans laquelle « Broussaille se sent comme un poisson dans l’eau », est rénovée en 2004 mais sa partie droite (Le poisson-chat de la ligne 14) est très dégradée.

Fresque Les Baleines publiques à Louvain-la-Neuve
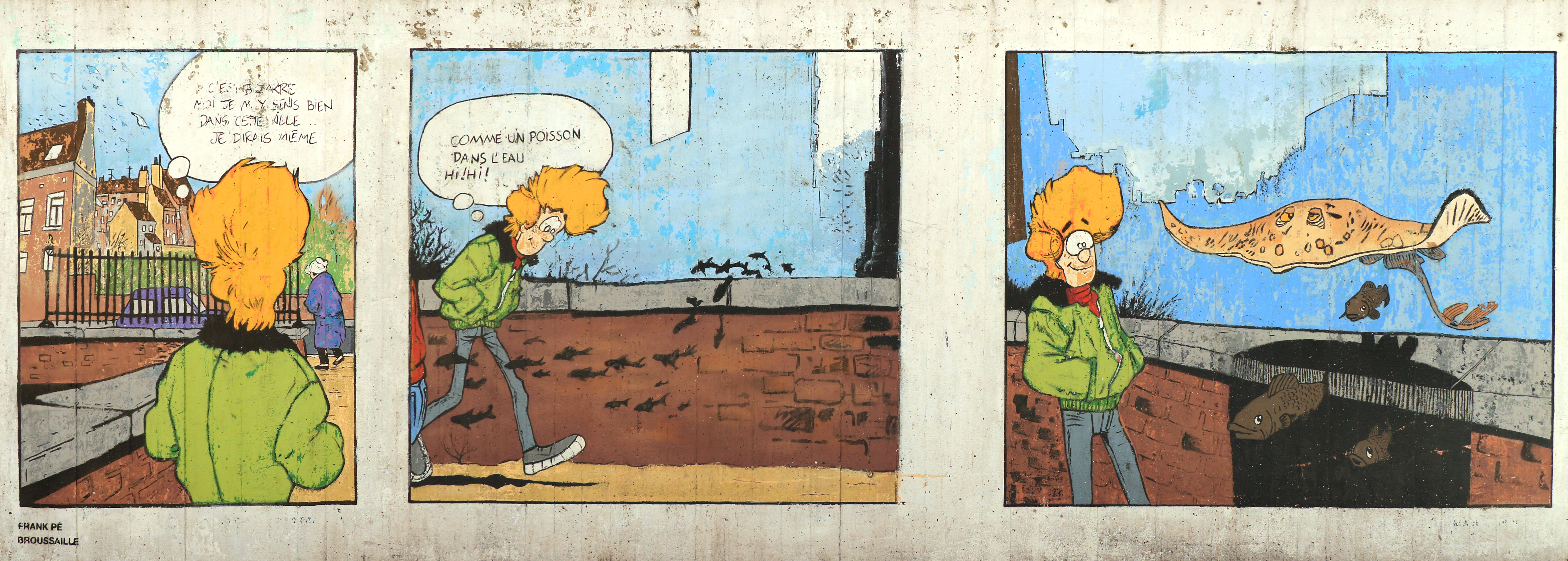
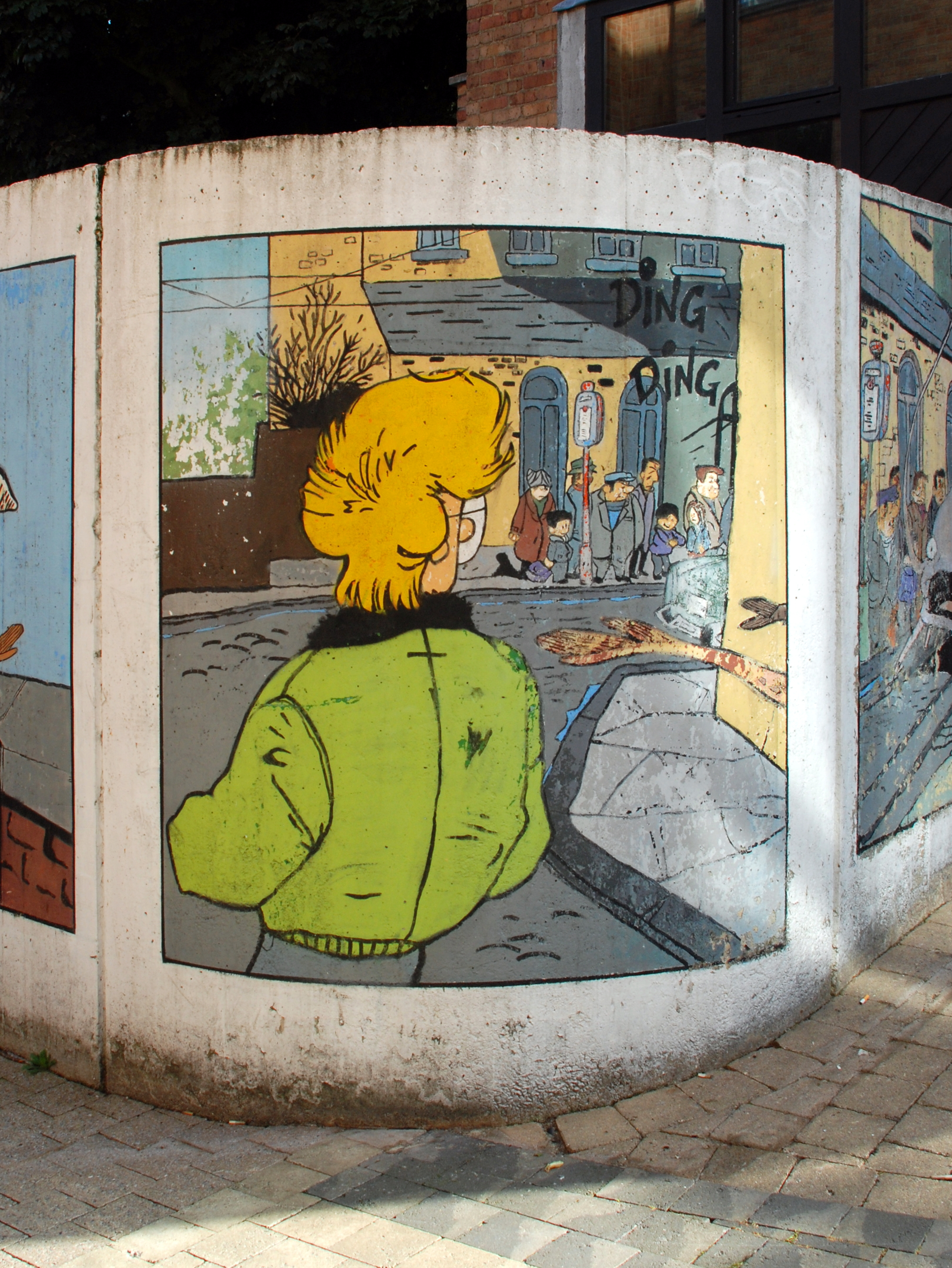
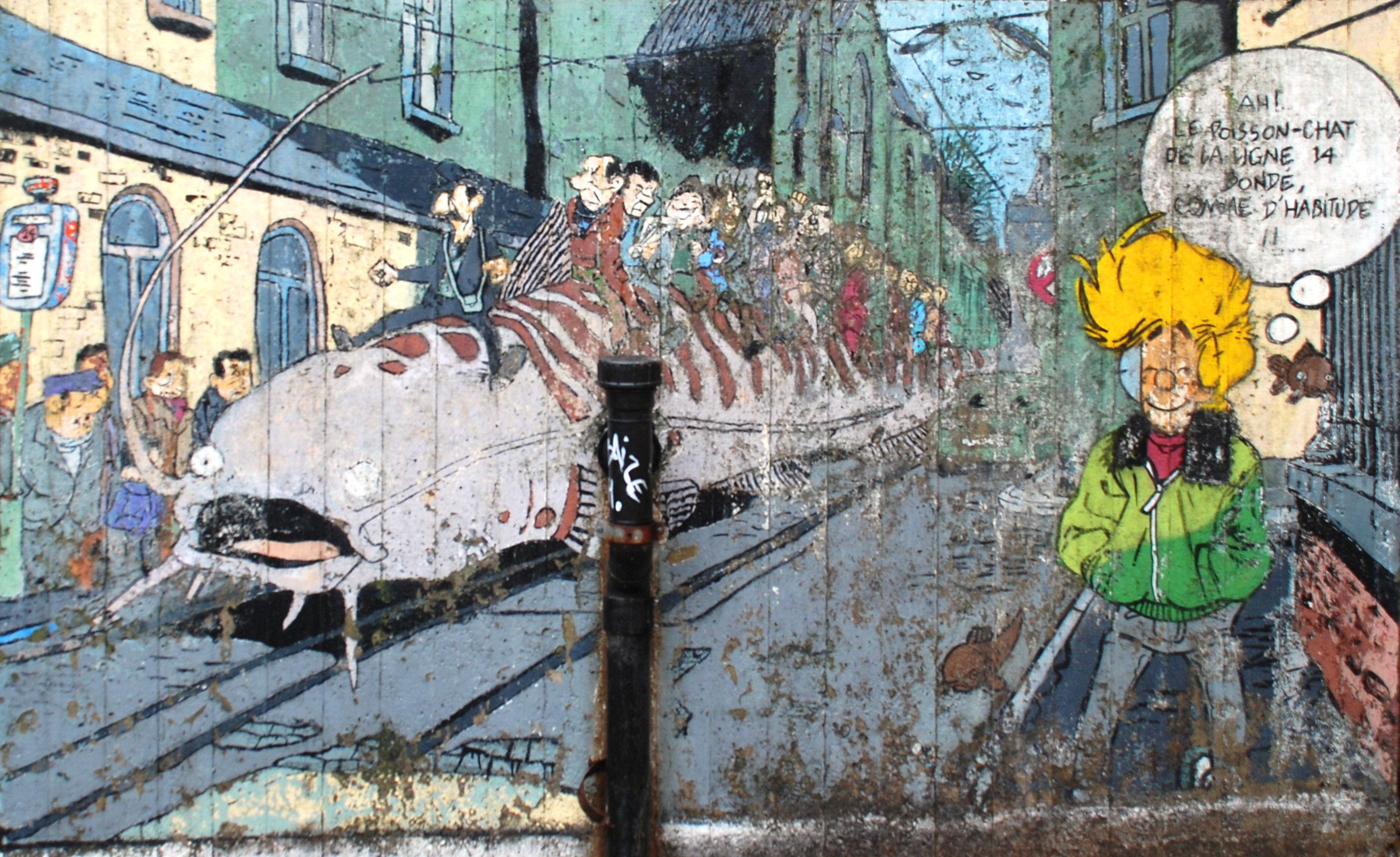

Au 2e trimestre 2012, La Poste belge émet une série de 5 timbres dessinés par Frank Pé, relatifs à son œuvre dans le cadre de son émission annuelle « Philatélie de la Jeunesse »,.
Selon Patrick Gaumer, qui caractérise le graphisme de Frank Pé dans le Dictionnaire mondial de la BD : « Si son style s'appuie sur une certaine tradition, Frank multiplie les recherches visant à renouveler son inspiration graphique. »

### Hommages rendus
À l'occasion d'un anniversaire ou d'une disparition Frank Pé rend hommage à ses confrères du Journal Spirou et autres : Hergé, Franquin, Will, Frank Le Gall, André Geerts, Thierry Martens, Peyo, Raoul Cauvin, Stuf, René Hausman, Tome.